# Tracks (film)
Tracks är en australisk biografisk äventyrsfilm från 2013. 

## Handling
Filmen skildrar Robyn Davidsons resa genom öknarna i västra Australien tillsammans med hennes hund och fyra dromedarer.  

## Om filmen
Tracks regisserades av John Curran. Filmen är baserad på romanen På kamelrygg genom öknen av Robyn Davidson.
Filmen hade världspremiär på Filmfestivalen i Venedig 29 augusti 2013 och svensk premiär 13 juni 2014. Tracks har visats i SVT, bland annat i maj 2020.

## Rollista (urval)
- Mia Wasikowska - Robyn Davidson
- Adam Driver - Rick Smolan
- Emma Booth - Marg
- Melanie Zanetti - Annie
- Jessica Tovey - Jenny
- Rainer Bock - Kurt Posel
- Lily Pearl - Robyn Davidson (som ung)
- Robert Coleby - Pop